# Solenopsis richardi
Solenopsis richardi é uma espécie de formiga do gênero Solenopsis, pertencente à subfamília Myrmicinae.